# Hippurella annulata
Hippurella annulata är en nässeldjursart som beskrevs av George James Allman 1877. Hippurella annulata ingår i släktet Hippurella och familjen Plumulariidae. Inga underarter finns listade i Catalogue of Life.